# Liste des œuvres d'art du Loiret

Le département du Loiret en rouge sur une carte de France

La liste des œuvres d'art du Loiret recense les œuvres d'art dans l'espace public situés dans le département français du Loiret (région Centre-Val de Loire).

## Liste
Les œuvres sont classées par ordre alphabétique de communes et, au sein de celles-ci, par ordre chronologique d'installation, dans la mesure des informations disponibles.

### Sculptures
| Œuvre                                                                  | Auteur                      | Commune               | Localisation                                                                             | Notes                                                                    | Installation                             | Coordonnées                              | Illustration |
| ---------------------------------------------------------------------- | --------------------------- | --------------------- | ---------------------------------------------------------------------------------------- | ------------------------------------------------------------------------ | ---------------------------------------- | ---------------------------------------- | --- |
| Lunaire pénétrable - Installation pour un corps                        | Gina Pane                   | Amilly                | Collège Robert-Schumann                                                                  |                                                                          | 1974                                     | 47° 59′ 19″ nord, 2° 45′ 59″ est         | Image manquante |
| Statue de Jeanne d'Arc                                                 | Louis Fournier              | Beaugency             | Sur la place Saint-Firmin                                                                | Représente Jeanne d'Arc.                                                 | 1896                                     | à géolocaliser                           | Statue de Jeanne d'Arc« Statue de Jeanne d'Arc de Fournier à Beaugency », notice no IM45000944, sur la plateforme ouverte du patrimoine, base Palissy, ministère français de la Culture |
| Monument de la rencontre de Jeanne d'Arc et du connétable de Richemont | Luc Maliba                  | Beaugency             | rue de Châteaudun                                                                        |                                                                          | 1931                                     | à géolocaliser                           | Image manquante |
| Monument au capitaine Robert Goupil                                    | Robert Delandre             | Beaugency             | Rue Porte-Tavers                                                                         | Érigé en 1947 sur la place du Martroi.                                   | 1998                                     | à géolocaliser                           | Image manquante |
| Sans titre                                                             | Philippe Cognée             | Briare                | À déterminer                                                                             |                                                                          | 1990                                     | à géolocaliser                           | Image manquante |
| Hibou                                                                  | Jochen Adam                 | Châteauneuf-sur-Loire | Dans le parc du château                                                                  |                                                                          | 2012                                     | 47° 51′ 50″ nord, 2° 13′ 03″ est         | Hibou |
| Statue de Jean Joudiou                                                 | À déterminer                | Châteauneuf-sur-Loire | Dans le parc du château                                                                  |                                                                          | À déterminer                             | 47° 51′ 50″ nord, 2° 13′ 02″ est         | Statue de Jean Joudiou |
| Buste de Gaspard II de Coligny                                         | Jeanne de Beaumont-Castries | Châtillon-Coligny     | Dans le parc du château                                                                  | Représente Gaspard II de Coligny.                                        | À déterminer                             | 47° 49′ 26″ nord, 2° 50′ 43″ est         | Buste de Gaspard de Coligny |
| Statue d'Antoine Becquerel                                             | Eugène Guillaume            | Châtillon-Coligny     | Sur la place Becquerel                                                                   | Représente Antoine Becquerel.                                            | 1882                                     | 47° 49′ 15″ nord, 2° 50′ 45″ est         | Buste d'Antoine César Becquerel |
| Statue de Notre Dame des Champs                                        | À déterminer                | Chevilly              | À déterminer                                                                             |                                                                          | À déterminer                             | à géolocaliser                           | Statue de Notre Dame des Champs |
| Le Grand Portique                                                      | Per Kirkeby                 | Fleury-les-Aubrais    | Tramway                                                                                  |                                                                          | 2001                                     | 47° 54′ 45″ nord, 1° 54′ 17″ est         | Image manquante |
| Sur le seuil                                                           | Laurent Pariente            | Fleury-les-Aubrais    | Tramway                                                                                  |                                                                          | 2002                                     | 47° 55′ 47″ nord, 1° 55′ 08″ est         | Image manquante |
| Statue de Jeanne d'Arc                                                 | Alfred-Désiré Lanson        | Jargeau               | Sur la place du Martroi                                                                  | Représente Jeanne d'Arc.                                                 | 1898                                     | 47° 52′ 02″ nord, 2° 07′ 20″ est         | Statue de Jeanne d'Arc |
| Buste de Gaston Couté                                                  | À déterminer                | Meung-sur-Loire       | À déterminer                                                                             | Représente Gaston Couté.                                                 | À déterminer                             | 47° 49′ 36″ nord, 1° 42′ 09″ est         | Buste de Gaston Couté |
| Buste de Paul Baudin                                                   | À déterminer                | Montargis             | À déterminer                                                                             |                                                                          | À déterminer                             | 48° 00′ 00″ nord, 2° 44′ 01″ est         | Buste de Paul Baudin |
| Statue de Mirabeau                                                     | Raphaël Diligent            | Montargis             | Dans le square sur l'avenue Cochery                                                      | Représente André Boniface Louis Riquetti de Mirabeau.                    | À déterminer                             | 47° 59′ 55″ nord, 2° 43′ 59″ est         | Statue de Mirabeau |
| Aurore                                                                 | Jan Vercruysse (en)         | Olivet                | Tramway                                                                                  |                                                                          | 2002                                     | 47° 51′ 41″ nord, 1° 54′ 42″ est         | Image manquante |
| Le Réservoir d'air                                                     | Vincent Prud'homme          | Olivet                | Tramway                                                                                  |                                                                          | 2001                                     | 47° 51′ 24″ nord, 1° 53′ 42″ est         | Image manquante |
|                                                                        |                             | Orléans               | Voir la liste des œuvres d'art d'Orléans                                                 | Voir la liste des œuvres d'art d'Orléans                                 | Voir la liste des œuvres d'art d'Orléans | Voir la liste des œuvres d'art d'Orléans | Voir la liste des œuvres d'art d'Orléans |
| Monument à Marcel Donon                                                | Lamy                        | Pithiviers            | Sur la place Denis Poisson                                                               | Représente Marcel Donon.                                                 | À déterminer                             | à géolocaliser                           | Image manquante |
| Monument à Duhamel du Monceau                                          | Albert de Jaeger            | Pithiviers            | Mail Sud                                                                                 | Représente Henri Louis Duhamel du Monceau.                               | À déterminer                             | à géolocaliser                           | Image manquante |
| Disque au singe bleu                                                   | Gilbert Della Noce          | Saint-Jean-de-Braye   | rond-point Montdésir                                                                     |                                                                          | 1995                                     | 47° 54′ 51″ nord, 1° 58′ 42″ est         | Image manquante |
| Statue de Maximilien de Béthune                                        | À déterminer                | Sully-sur-Loire       | 3 rue des Déportés, dans la cour du centre culturel Françoise-Kuypers, ancien Hôtel-Dieu | Représente Maximilien de Béthune.                                        | À déterminer                             | 47° 45′ 58″ nord, 2° 22′ 34″ est         | Statue de Maximilien de Béthune |
| Statue de Maximilien de Béthune                                        | Pierre II Biard             | Sully-sur-Loire       | Dans le parc du château                                                                  | Représente Maximilien de Béthune. Érigée au château de Villebon en 1642. | 1793                                     | à géolocaliser                           | Image manquante |

### Fontaines
| Œuvre                | Auteur | Commune             | Localisation                          | Notes | Installation | Coordonnées                      | Illustration         |
| -------------------- | ------ | ------------------- | ------------------------------------- | ----- | ------------ | -------------------------------- | -------------------- |
| Fontaine             |        | Bonny-sur-Loire     |                                       |       |              | à géolocaliser                   | Fontaine             |
| Fontaine             |        | Orléans             | place Sainte-Croix                    |       |              | à géolocaliser                   | Fontaine             |
| Fontaine             |        | Orléans             | esplanade de la Légion d'Honneur      |       |              | 47° 54′ 23″ nord, 1° 54′ 22″ est | Fontaine             |
| Fontaine             |        | Orléans             | Place du Martroi                      |       |              | 47° 54′ 10″ nord, 1° 54′ 11″ est | Fontaine             |
| Fontaine             |        | Orléans             | Jardin des Plantes                    |       |              | à géolocaliser                   | Fontaine             |
| Fontaine             |        | Orléans             | Place de l'Indien (Orléans-la-Source) |       |              | 47° 50′ 23″ nord, 1° 56′ 07″ est | Fontaine             |
| Fontaine             |        | Orléans             | Place de Gaulle                       |       |              | 47° 54′ 04″ nord, 1° 54′ 10″ est | Fontaine             |
| Fontaine             |        | Ormes               | bibliothèque                          |       |              | à géolocaliser                   | Fontaine             |
| Fontaine             |        | Pithiviers          | rue Amiral-Gourdon                    |       |              | à géolocaliser                   | Fontaine             |
| Fontaine de Rabelais |        | Saint-Ay            |                                       |       |              | à géolocaliser                   | Fontaine de Rabelais |
| Fontaine             |        | Saint-Denis-en-Val  | place de l'église                     |       |              | 47° 52′ 42″ nord, 1° 57′ 20″ est | Fontaine             |
| Fontaine             |        | Saint-Jean-de-Blanc | place de l'église                     |       |              | à géolocaliser                   | Fontaine             |
| Fontaine             |        | Saint-Jean-de-Braye | jardin de la mairie                   |       |              | 47° 54′ 45″ nord, 1° 58′ 09″ est | Fontaine             |
| Fontaine             |        | Semoy               | place René-Cassin                     |       |              | 47° 55′ 56″ nord, 1° 56′ 59″ est | Fontaine             |

### Œuvres disparues ou retirées
| Œuvre                           | Auteur                 | Commune    | Localisation                                                       | Notes | Installation | Coordonnées                      | Illustration    |
| ------------------------------- | ---------------------- | ---------- | ------------------------------------------------------------------ | --- | ------------ | -------------------------------- | --------------- |
| Buste d'Adolphe Cochery,        | Alfred-Désiré Lanson   | Montargis  | Entre les deux bras du Loing                                       | Représentait Adolphe Cochery. Fondu sous le régime de Vichy, dans le cadre de la mobilisation des métaux non ferreux.                                                                 | 1910         | à géolocaliser                   | Image manquante |
| La Gloire aux couronnes,        | Emmanuel Frémiet       | Montargis  | Sur la place Bichet-Rondeau, renommée depuis place Marin-La-Meslée | Fondue sous le régime de Vichy, dans le cadre de la mobilisation des métaux non ferreux.                                                                                              | 1924         | à géolocaliser                   | Image manquante |
| Buste de Georges Pallain,       | Abel La Fleur          | Montargis  | 3 avenue du général de Gaulle                                      | Représentait Georges Pallain. Fondu sous le régime de Vichy, dans le cadre de la mobilisation des métaux non ferreux.                                                                 | 1925         | à géolocaliser                   | Image manquante |
| Statue de Siméon Denis Poisson, | Auguste-Louis Déligand | Pithiviers | Sur la place Denis Poisson                                         | Représentait Siméon Denis Poisson. Fondue sous le régime de Vichy, dans le cadre de la mobilisation des métaux non ferreux. Les bas-reliefs sur le piédestal sont conservés au musée. | 1851         | 48° 10′ 25″ nord, 2° 15′ 26″ est | Image manquante |